# Тристъпков тест
Тристъпковият тест, известен още като „тройно правило“, „троен тест“ или „тристепенен тест“, (на английски: three-step test) е правен механизъм в областта на интелектуалната собственост, на който се основава разписването на изключенията и ограничения на авторското право.
Тристъпковият тест е въведен за първи път с Бернската конвенция и впоследствие възпроизведен в други международни актове, директиви на ЕС и национално законодателство.
Механизмът залага три условия, при изпълнението на които даден обект на авторско право може да се използва свободно:
1. да се касае за специален случай, изрично предвиден в закон;
2. да не се пречи на нормалното използване на произведението от носителя на правата;
3. да не уврежда законните интереси на автора или други носители на права.

Тристъпковият тест предлага гъвкав подход към ограничаването на авторското право и като цяло се смята за балансиран механизъм, чрез който се предоставя възможност да се уреждат различни хипотези на свободно използване, същевременно защитавайки правоносителя от злоупотреба.

## Бернска конвенция
Конвенцията за закрила на литературните и художествени произведения урежда тристъпковия тест във връзка с възпроизвеждането на художествените произведения, закриляни от нея.

Чл.9, ал.2 от Конвенцията гласи, че: 
| „ | „Законодателствата на страните от Съюза могат да разрешат възпроизвеждането на такива произведения в някои специални случаи, при условие че това възпроизвеждане не противоречи на нормалното използване на произведението и не уврежда неоправдано законните интереси на автора.“ | “ |

## TRIPS
Тристъпковият тест е формулиран и в член 13 от Споразумението за свързаните с търговията аспекти на правото върху интелектуална собственост (Споразумението „TRIPS“).
В член 13 „Ограничения и изключения“ от TRIPS е разписана общата разпоредба за изключенията по отношение на изключителните права на носителите на авторски права. Трите условия са кумулативни, и се изразяват в:
1. изискване за това изключението да представлява специфичен случай;
2. изискване да не се засяга нормалната работа с произведението и
3. закрила на законните интереси на носителя на авторско право.

Член 13 от Споразумението е бил тълкуван с решение на органа за разрешаване на спорове на СТО относно раздел 110, параграф 5 от закона за авторското право на САЩ. Мнението е било, че всяко допустимо изключение от разпоредбите на член 13 следва да е тясно и прилагано в крайни случаи (прилагане de minimis).
Комисията на Европейския съюз е страна по TRIPS и в този смисъл механизмът на тристъпковия тест е задължителен за Общността като цяло, съответно е част от международната правна рамка, приложима в ЕС.

## Директива 2001/29/ЕО
Основният действащ към 2022 г. документ от европейското законодателство, касаещ авторско право е Директива 2001/29/ЕО относно хармонизирането на някои аспекти на авторското право и сродните му права в информационното общество – т.нар. Инфосоц Директива. Тя урежда общия въпрос относно изключенията от изключителните права в своя чл.5, параграф 5, който предвижда позволените от нея изключения и ограничения да се прилагат в определени специални случаи, които не засягат нормалното използване на произведението или друг закрилян обект и не засягат неоправдано законните интереси на притежателя на права.

## Българско законодателство
В глава пета на Закона за авторското право и сродните му права /ЗАПСП/ – „СВОБОДНО ИЗПОЛЗВАНЕ НА ПРОИЗВЕДЕНИЯ“, на първо място се урежда общото правило относно принципната допустимост на свободното използване. Чл. 23 от ЗАПСП на практика превежда Тристъпковия тест и гласи, че 
| „ | „Свободното използване на произведения е допустимо само в случаите, посочени в закона, при условие че не се пречи на нормалното използване на произведението и не се увреждат законните интереси на носителя на авторското право.“ | “ |

Конкретните изключения и ограничения са посочени в чл. 24 и 25 на Закона за авторското право и сродните му права, с което се изпълнява първото условие по тройния тест.